# Boerjaten
De Boerjaten (Russisch: Буряты; Boerjatisch: Буряад; Mongools: Буриад) zijn een Mongools volk. Ze leven vooral in het zuiden van Siberië in de autonome republiek Boerjatië en de oblast Irkoetsk van de Russische Federatie. In Rusland leven in totaal ongeveer 460.000 Boerjaten, waarvan 287.000 in Boerjatië. Daarnaast leven er in het noorden van Mongolië ongeveer 45.000 en in het noorden van China 8000.

## Herkomst
De Boerjaten leefden oorspronkelijk in het steppegebied van wat nu de republiek Mongolië is. Vermoedelijk al voor 1100 verlieten ze dit gebied vanwege grote concurrentie met andere Mongoolse stammen. In ieder geval al in de tijd van Dzjengis Khan (1167- 1227) waren ze gevestigd in de bosgebieden rondom het Baikalmeer. Daar leefden zij als jagers, vissers en bontjagers. Zij bleven echter banden onderhouden met de Mongoolse nomaden van de steppen. Vanaf de aanvang van de periode van de Noordelijke Yuan-dynastie ( 1370) waren de Boerjaten belastingplichtig aan de grote Khans van de Khalkha-Mongolen.

## Contacten met de Russen
Gedurende de expansie van Rusland in Siberië bereikten de Kozakken in 1609 een groep Kirgiezen die langs de rivier de Yenisei woonden. De Russen hoorden van hen van het bestaan van een groep Mongolen, die rondom het Baikalmeer in de wouden zou wonen langs de rivier de Angara. De Russen stichtten hun ostrog Jenisejsk in het gebied dat als basis voor verdere tochten in het gebied zou dienen. Vanaf 1625 zijn er regelmatige contacten tussen de Boerjaten en de Russen. In 1629 wist Peter Beketov de eerste belasting van de Boerjaten te innen.
Ondanks de afgedwongen belastingplicht aan de Russen zagen veel Boerjaten de nieuwe ontwikkeling als positief. Zij verwachtten op basis daarvan ook enige militaire bescherming van de Russen. Veel nomadische heersers van de Mongoolse steppe en het oosten van Siberië voerden overvallen uit op het gebied van de Boerjaten en maakten die eveneens belastingplichtig. Vooral de Altyn Khan plunderde in de eerste decennia van de 17e eeuw het gebied van de Boerjaten bij voortduring. Als de Boerjaten dan toch belasting moesten betalen, dan kon het naar hun toenmalige opvatting waarschijnlijk het beste aan de Russen.
Er was nog een tweede reden voor de Boerjaten om de komst van de Russen niet al te negatief te zien. Dat was de mogelijkheid van handel. Ook de Boerjaten waren niet geheel zelfvoorzienend. De Boerjaten moesten handel drijven om aan goederen als metalen wapens, gereedschappen, textiel en zijde te komen. Die werden verkregen via een vorm van ruilhandel met bijvoorbeeld China en de oasesteden van Centraal-Azië. In de eerste decennia van de 17e eeuw was er echter sprake van voortdurende oorlogen tussen de Khalkha-Mongolen en de Oirat-Mongolen en begonnen spanningen tussen de Mantsjoes en de Ming-dynastie. Gezien de geïsoleerde geografische ligging van het gebied van de Boerjaten had dat een zeer negatief effect op hun handelsmogelijkheden. De Boerjaten zagen in de komst van de Russen dan ook nieuwe mogelijkheden tot handel.
Die situatie veranderde vrij snel. De Russen gingen al spoedig exorbitante eisen stellen aan de hoogte van de belasting, in te leveren pelsdieren. In 1638 kwamen de Boerjaten in opstand. Het duurde tot 1655 voordat de Russen het gebied weer onder controle hadden. Gedurende deze periode waren veel Boerjaten naar het zuiden gevlucht en trachtten zich onder de bescherming te plaatsen van de Khans van de Khalkha-Mongolen. De Khalkha-Mongolen konden nauwelijks enige effectieve bescherming bieden, maar waren wel zeer verontrust over de vestiging van Russen aan de noordelijke grens van hun steppegebied.
Dat zou enige decennia later van grote invloed zijn op de houding van de Khalkha's bij het conflict tussen de Qing-dynastie en Rusland over het bezit van het gebied rondom de rivier de Amoer. Dat conflict werd beëindigd door het sluiten van het verdrag van Nertsjinsk in 1689. Meer definitieve en scherper gemarkeerde grenzen tussen beide landen werden vastgelegd in het verdrag van Kjachta uit 1727. Als gevolg daarvan werd het gebied van de Boerjaten definitief onderdeel van het Russische rijk.

## Religie

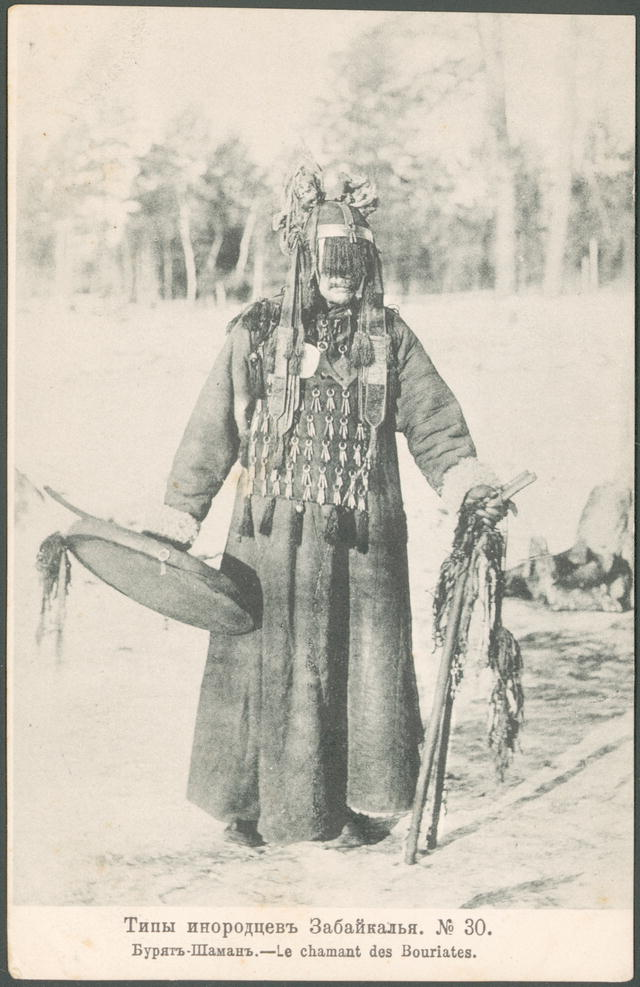
Sjamaan van de Boerjaten

Vormen van sjamanisme waren lang de dominante religie bij de Boerjaten. Van alle Mongoolse groepen kwamen de Boerjaten het laatst in contact met het Tibetaans boeddhisme. De eerste boeddhistische missionarissen arriveerden pas in het begin van de 18e eeuw. Het eerste klooster in het gebied dateert van 1730. Pas in de 19e eeuw was er sprake van een bekering van een aanzienlijk deel van de Boerjaten tot het Tibetaans boeddhisme.
Veel wetenschappers die de overgang van sjamanisme naar boeddhisme wilden bestuderen hebben zich dan ook gericht op de Boerjaten, omdat veel sjamanistische rituelen en mythen daar het langst in de authentieke vorm bewaard bleven.
In de stalinistische periode werd vanaf 1932 het georganiseerd boeddhisme in het gebied vrijwel geheel vernietigd. Vanaf ongeveer 1955 was er weer een zekere organisatiegraad van het boeddhisme in het gebied aanwezig. Een reële opleving van het boeddhisme onder de Boerjaten zelf is vanaf 1990 aan de orde.

## Taal en schrift
Het Boerjatisch behoort tot de Mongoolse talen, in Rusland (Boerjatië) zijn ongeveer 220.000 sprekers. Voor hun literaire taal gebruikten zij het klassieke Mongoolse schrift. In de 19e eeuw is er een sterke opleving van intellectuele activiteiten bij de Boerjaten. Een van de bekendste Boerjaten uit die periode was Agvan Dorzjiev, (1854-1938), een vertrouweling van de dertiende dalai lama. Hij creëerde in 1905 een nieuw Boerjatisch alfabet. Ook dit was gebaseerd op het klassieke Mongoolse schrift. In de jaren daarna werd in Sint-Petersburg een belangrijk deel van de canon van het Tibetaans boeddhisme, de kangyur, in dit schrift gedrukt.
In de periode van de Sovjet-Unie moest vanaf 1930 Boerjatisch in het Latijnse alfabet geschreven worden. Enkele jaren later werd dit weer gewijzigd in de verplichting het te gaan schrijven in het cyrillische alfabet. In de 21e eeuw kunnen weer werken in het klassieke Mongoolse schrift gepubliceerd worden.

## In Mongolië
In de 20e eeuw hadden aanzienlijke aantallen Russische Boerjaten een zekere opleiding gevolgd. Dat gaf hun een voorsprong op andere Mongoolse groeperingen in termen van geletterdheid en kennis van technologie. Vanaf 1924 komt de republiek Mongolië steeds meer onder invloed van de Sovjet-Unie. Veel leidinggevende functies in de republiek werden dan ook bezet door Russische Boerjaten. Veel Boerjaten bezetten ook sleutelposities in de marxistische Mongoolse Volkspartij. Deze periode van dominantie van Russische Boerjaten in de republiek Mongolië duurde tot 1934.

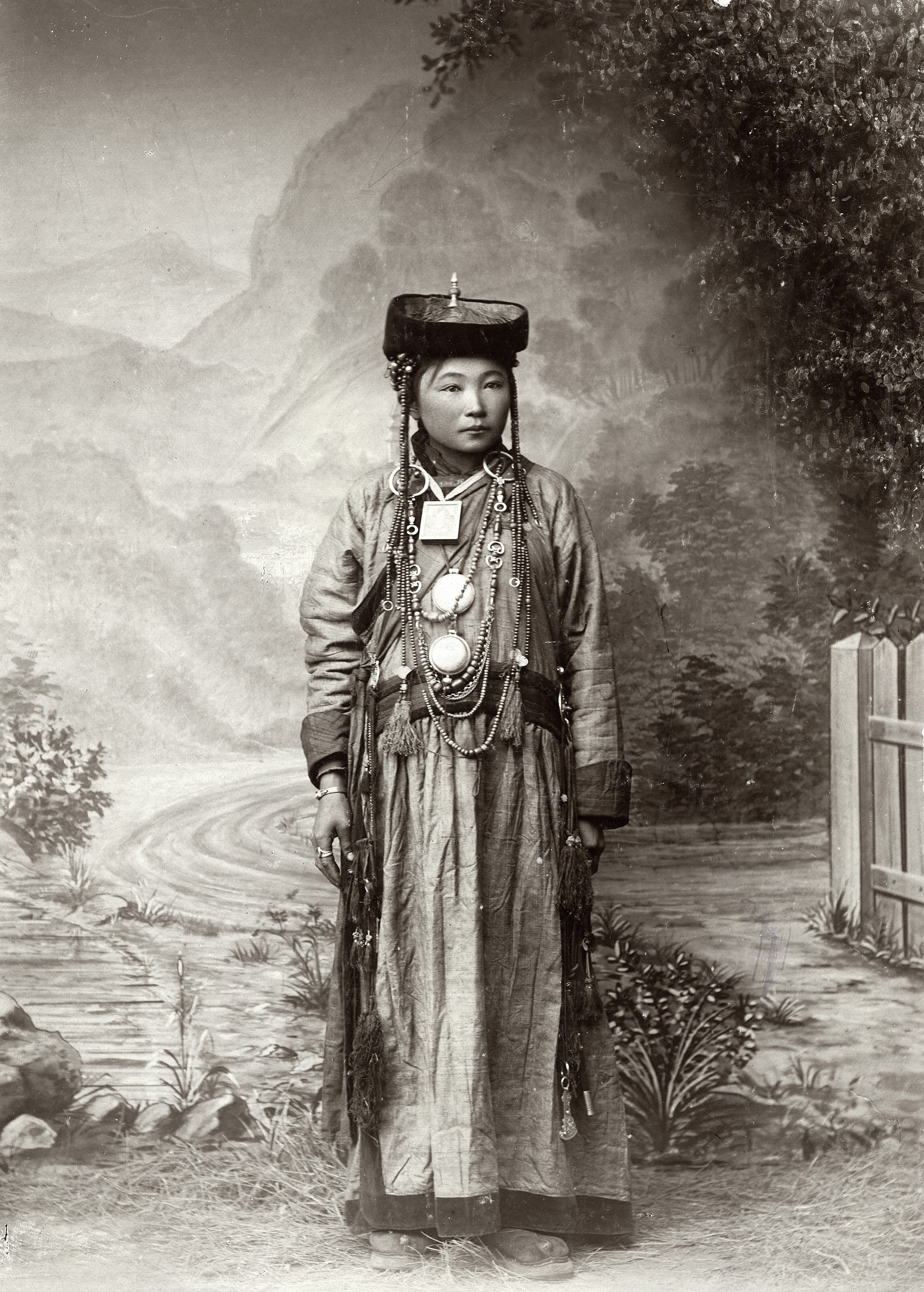
Jonge Boerjatische vrouw uit de regio van Aginskoje (oblast Transbaikal; ca. 1900)
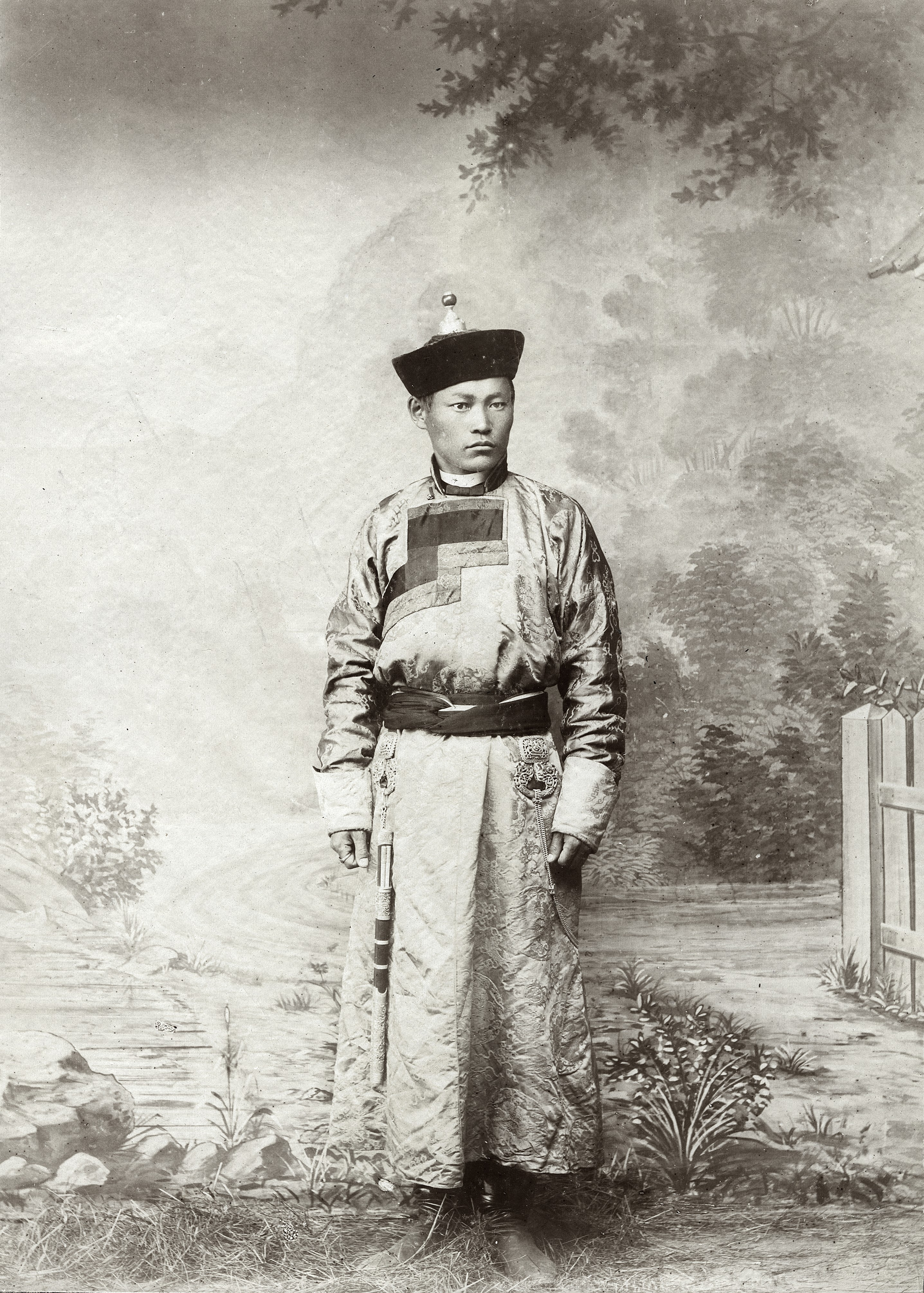
Boerjatische man in traditionele feestelijke kleding (ca. 1890)
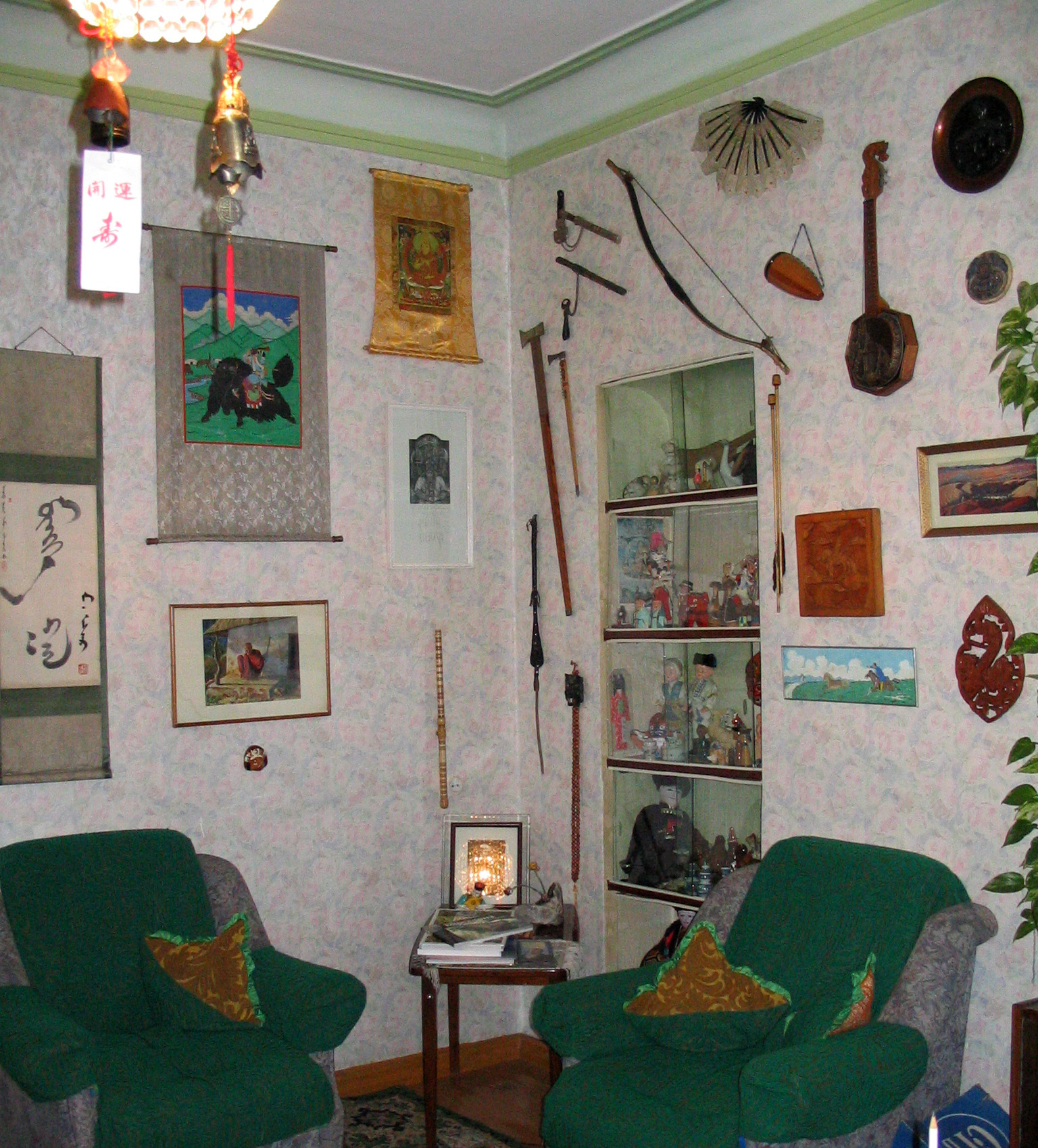
Boerjatisch huis met een verzameling typische Boerjatische wandversieringen, instrumenten en wapens
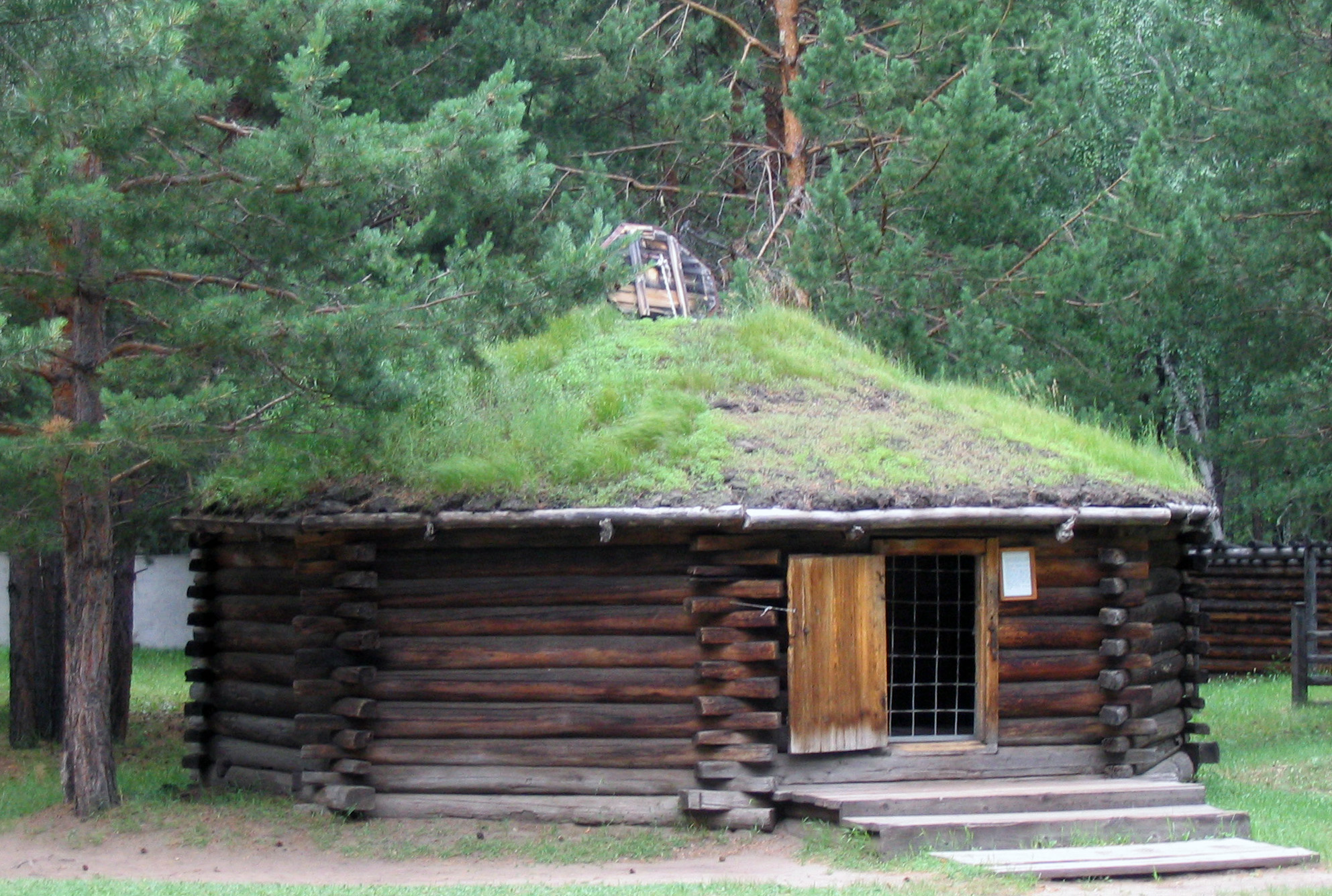
Traditioneel Boerjatisch houten huis
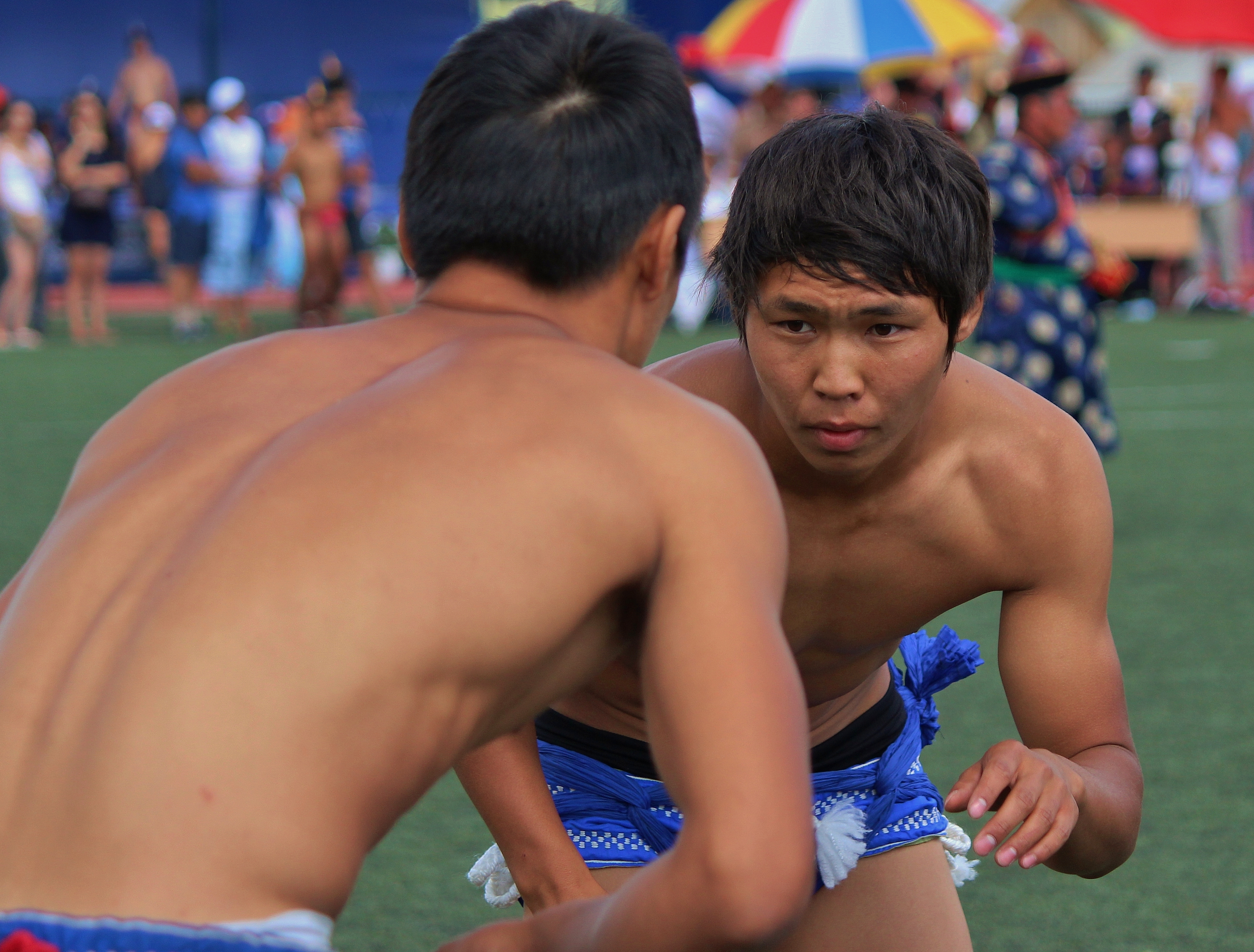
Jonge Boerjaten in 2012 tijdens "Altargana", een tweejaarlijks festival

Abazijnen ·
Abchaziërs ·
Achvachen ·
Adygeeërs ·
Aino ·
Aleoeten ·
Aljoetoren ·
Altaj (Oirot) ·
Andi ·
Armeniërs ·
Avaren ·
Azerbeidzjanen·
Balkaren ·
Baraba ·
Basjkieren ·
Bergjoden ·
Boerjaten ·
Chakassen ·
Chanten ·
Chinezen ·
Dargienen ·
Dolganen ·
Enetsen ·
Evenen ·
Evenken ·
Georgiërs ·
Grieken ·
Ingoesjen ·
Ingriërs ·
Itelmenen ·
Jakoeten ·
Joden ·
Joekagieren ·
Joepiken ·
Kabardijnen ·
Kalmukken ·
Kamtsjadalen ·
Karatsjajers ·
Kareliërs ·
Kazachen ·
Kereken ·
Ketten ·
Komi ·
Koreanen ·
Korjaken ·
Korjo-saram ·
Krim-Tataren ·
Lezgiërs ·
Mansen ·
Mari (Tsjeremissen) ·
Meschetische Turken ·
Mordwienen ·
Nanai ·
Negidalen ·
Nenetsen (Joeraken) ·
Nganasanen ·
Nivchen (Giljaken) ·
Nogai ·
Oedegen ·
Oedmoerten ·
Oekraïners ·
Oeltsjen ·
Oezbeken ·
Oroken ·
Orotsjen ·
Osseten ·
Polen ·
Pomoren ·
Rusland-Duitsers (inclusief Wolga-Duitsers) ·
Russen ·
Samen (Lappen) ·
Selkoepen ·
Sjoren ·
Sojoten ·
Tabassaranen ·
Perzen (Tadzjieken) ·
Taten ·
Teleoeten ·
Tofalaren ·
Tsachoeriërs (Caxur) ·
Tsjerkessen ·
Tsjetsjenen (Noxchi) ·
Tsjoektsjen ·
Tsjoelymen ·
Tsjoevanen ·
Tsjoevasjen ·
Turkmenen ·
Toevanen ·
Wepsen ·
Belarussen (Wit-Russen) ·
Wolga-Tataren ·
Woten